# Mycetophila xanthotricha
Mycetophila xanthotricha är en tvåvingeart som beskrevs av Josef Mik 1884. Mycetophila xanthotricha ingår i släktet Mycetophila och familjen svampmyggor. Inga underarter finns listade i Catalogue of Life.